# Rezzato
Rezzato là một đô thị thuộc tỉnh Brescia trong vùng Lombardia ở Ý. Đô thị này có diện tích 18 kilômét vuông, dân số 12.851 người.
Đô thị này có các làng sau: Virle Treponti.
Đô thị này giáp với các đô thị sau: Botticino, Brescia, Castenedolo, Mazzano, Nuvolera.